# Ice Age: Buck Wilds äventyr
Ice Age: Buck Wilds äventyr (engelska: The Ice Age Adventures of Buck Wild) är en amerikansk-kanadensisk animerad äventyrsfilm/komedifilm från 2022 i regi av John C. Donkin, från ett manus skrivet av Jim Hecht, Ray DeLaurentis och William Schifrin. Detta är den sjätte filmen i Ice Age-serien, och är en spinoff på hela filmserien. De engelska originalrösterna i filmen görs av bland andra Simon Pegg, Utkarsh Ambudkar, Vincent Tong, Aaron Harris och Justina Machado.
Filmen hade premiär den 28 januari detta på streamingtjänsten Disney+.

## Rollista (i urval)
| Figur                   | Engelsk originalröst | Svensk originalröst      |
| ----------------------- | -------------------- | ------------------------ |
| Buckminster "Buck" Wild | Simon Pegg           | Andreas Rothlin Svensson |
| Orson                   | Utkarsh Ambudkar     | Steve Kratz              |
| Zee                     | Justina Machado      | Eva Röse                 |
| Crash                   | Vincent Tong         | Fredrik Gillinger        |
| Eddie                   | Aaron Harris         | Andreas Nilsson          |

OBS: Filmens svenska röster är enligt filmens eftertexter.